# Amandla Stenberg
Amandla Stenberg (Los Angeles, 23 ottobre 1998) è un'attrice statunitense.
Nota per aver interpretato Rue in Hunger Games (2012), ha ottenuto il plauso della critica recitando in Noi siamo tutto (2017), Il coraggio della verità - The Hate U Give (2018) e Quando le mani si sfiorano (2018), ruoli che hanno portato l'attrice a ottenere un NAACP Image Award e nomine ai Critics' Choice Awards e ai Black Reel Awards.
Grazie ai suoi contributi cinematografici e umanitari è stata inserita due volte nella lista dei Teenager più influenti al mondo della rivista Time, oltre a essere stata inserita nella lista delle 100 donne visionare e influenti del 2016 stilata da Oprah Winfrey.

## Biografia
Stenberg è nata a Los Angeles, in California, figlia di Karen Brailsford, scrittrice spirituale afro-americana e Tom Stenberg, di origine danese. Sua nonna paterna aveva antenati inuit groenlandesi.
Stenberg ha due sorellastre più grandi dalla parte di suo padre. Il suo nome significa "potere" o "forza" nelle lingue sudafricane di IsiXhosa e Zulu.

## Carriera
All'età di quattro anni, Stenberg iniziò a fare la modella per cataloghi della Disney. È apparsa in spot pubblicitari per clienti come Boeing. Nel 2011, è apparsa nel suo primo lungometraggio, Colombiana, interpretando il personaggio di Zoe Saldana da giovane. La sua carriera da attrice è iniziata quando è stata scritturata come Rue nel film The Hunger Games del 2012. Ha doppiato Bia nel film d'animazione del 2014 Rio 2. Stenberg ha avuto un ruolo ricorrente nella prima stagione di Sleepy Hollow. Nel 2015, è entrata a far parte del cast della serie TV Mr. Robinson.
Nel 2013, Stenberg ha iniziato a suonare il violino e cantare a Los Angeles con il cantautore Zander Hawley. Hanno pubblicato il loro primo EP nell'agosto 2015 come duo folk-rock "Honeywater". È apparsa sulla rivista Dazed "una delle voci più incendiarie della sua generazione" nell'autunno 2015. Stenberg è apparsa anche nella rivista Time con un elenco dei ragazzi più influenti nel 2015 e nel 2016. Stenberg ha parlato pubblicamente sui social media sull'appropriazione culturale. Il suo video "Do not Cash Crop My Cornrows" ha criticato Kylie Jenner per aver adottato un'acconciatura tradizionalmente afro-americana.
Stenberg ha co-scritto il fumetto "Niobe: She is Life" con Sebastian Jones. Il libro è una propaggine del romanzo di Jones "The Untamed". È ambientato in un mondo fantastico e segue il viaggio di una mezza principessa mezza elfa umana. Secondo Jones, è il primo fumetto distribuito a livello nazionale che ha come protagonista una donna di colore con anche una donna di colore come autrice. Jones voleva l'aiuto della Stenberg nella creazione del fumetto perché ruotava attorno a un giovane personaggio femminile. Il primo numero, illustrato da Ashley A. Woods, è stato pubblicato nel novembre 2015. Nel maggio 2017 la coppia ha pubblicato "Niobe: She is Death" , la seconda parte della trilogia.

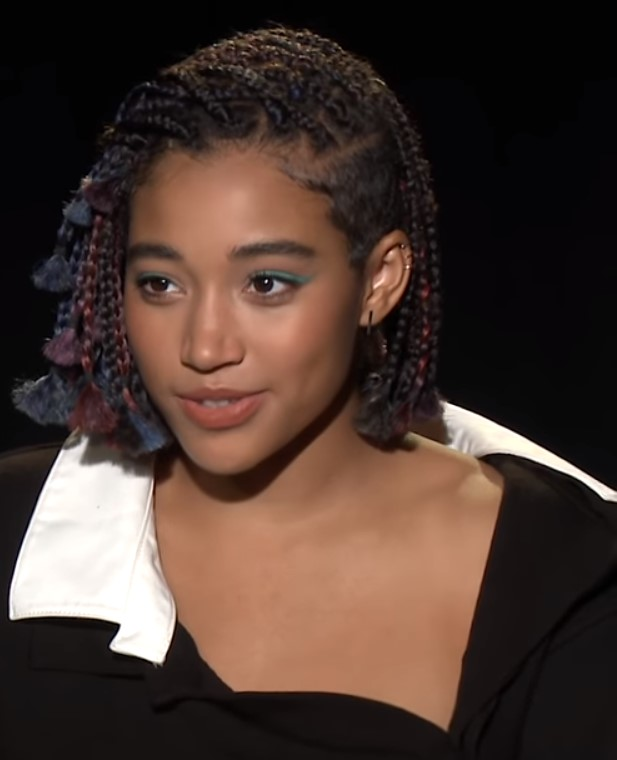
Amandla Stenberg nel 2018

Nel 2017, ha recitato nel dramma-romantico Noi siamo tutto, diretto da Stella Meghie, e interpretato da Nick Robinson. Ha interpretato il ruolo principale nel dramma della seconda guerra mondiale di Amma Asante, Quando le mani si sfiorano, e nel dramma contemporaneo The Hate U Give - Il coraggio della verità (2018). Quest'ultimo fa ottenere all'attice un Critics' Choice Awards e un NAACP Image Award.
Nel 2019, dopo essere apparsa nello show televisivo statunitense Drunk History, viene scelta come membro del cast della miniserie Netflix The Eddy. Nel 2020 prende parte al thriller Fear, e viene scelta nel ruolo di Alana Beck per il film, tratto dall'omonimo spettacolo di Broadway, Dear Evan Hansen.

## Vita privata
Stenberg si identifica come una femminista. Parla apertamente delle sue opinioni politiche nelle interviste e sui social media, nel 2015 è stata nominata "Feminist of the Year" da Foundation for Women. Nel 2016, ha annunciato via Instagram che avrebbe frequentato la scuola di cinema all'Università di New York.
Amandla ha affermato di essere bisessuale e pansessuale. Nel 2018 si è dichiarata lesbica.
Dal 2017 al 2019, è stata fidanzata con la cantante King Princess. In un'intervista di luglio 2017, Stenberg dichiarò di aver smesso di usare lo smartphone a causa dei suoi effetti sulla sua salute mentale.

## Filmografia

### Attrice

#### Cinema
- Colombiana, regia di Olivier Megaton (2011)
- Hunger Games (The Hunger Games), regia di Gary Ross (2012)
- As You Are, regia di Miles Joris-Peyrafitte (2016)
- Noi siamo tutto (Everything, Everything), regia di Stella Meghie (2017)
- Darkest Minds (The Darkest Minds), regia di Jennifer Yuh Nelson (2018)
- Il coraggio della verità - The Hate U Give (The Hate U Give), regia di George Tillman Jr. (2018)
- Quando le mani si sfiorano, regia di Amma Asante (2018)
- Caro Evan Hansen (Dear Evan Hansen), regia di Stephen Chbosky (2021)
- Bodies Bodies Bodies, regia di Halina Reijn (2022)
- My Animal, regia di Jacqueline Castel (2023)

#### Televisione
- A Taste of Romance, regia di Lee Rose - film TV (2012)
- Sleepy Hollow – serie TV, 4 episodi (2013-2014)
- Mr. Robinson – serie TV, 6 episodi (2015)
- Neo Yokio – serie TV, episodio 1x03 (2017)
- Drunk History – serie TV, episodio 6x04 (2019)
- The Eddy – miniserie TV, 8 puntate (2020)
- ZIWE - serie TV, episodio 2x01 (2022)
- The Acolyte - La seguace (The Acolyte) – serie TV, 8 episodi (2024)

#### Cortometraggi
- Mercy (2013)

#### Videoclip
- Youth - Troye Sivan (2016)

### Doppiatrice
- Rio 2 - Missione Amazzonia, (Rio 2) regia di Carlos Saldanha (2014)
- Spider-Man: Across the Spider-Verse, regia di Joaquim Dos Santos, Kemp Powers e Justin K. Thompson (2023)

## Doppiatrici italiane
Nelle versioni in italiano delle opere in cui ha recitato, Amandla Stenberg è stata doppiata da:
- Lucrezia Marricchi in Darkest Minds, Il coraggio della verità - The Hate U Give, Quando le mani si sfiorano, Caro Evan Hansen (parte parlata)
- Emanuela Ionica in Noi siamo tutto, Caro Evan Hansen (parte cantata), The Acolyte - La seguace
- Alessia Corona in Hunger Games
- Vittoria Bartolomei in The Eddy
- Ilaria Stagni in Bodies Bodies Bodies

Da doppiatrice è sostituita da:
- Agnese Marteddu in Rio 2 - Missione Amazzonia, Spider-Man: Across the Spider-Verse
- Emanuela Ionica in Ozi - la voce della foresta